# J. David Bowman
James David Bowman (* 24. August 1939 in White Plains, New York, Vereinigte Staaten) ist ein US-amerikanischer experimenteller Kernphysiker und Teilchenphysiker.
Bowman studierte am California Institute of Technology mit dem Bachelorabschluss 1961 und wurde 1967 in Physik promoviert. Als Post-Doktorand war er 1968 bis 1970 an der Universität Bonn, ab 1970 am Lawrence Berkeley National Laboratory in der Abteilung Kernchemie und ab 1973 am Los Alamos National Laboratory als Physiker an der dortigen Mesonenfabrik LAMPF und ab 1993 in der Physik Abteilung des Labors. Ab 2002 ist er am Oak Ridge National Laboratory, deren Spallationsneutronenquelle SNS und NAB Spektrometer er für die Präzisions-Untersuchung des Neutronen-Betazerfalls und seiner Parameter benutzt als Teil der NAB Kollaboration.
Bowman befasst sich mit Kernphysik bei mittleren Energien, Pion-Kern Wechselwirkung, Myonenzerfall und Symmetrieprinzipien. Er befasste sich mit der genauen Messung der Lebensdauer des Neutrons (in der UCN Kollaboration in Los Alamos, UCN für Ultracold Neutrons) mit ultrakalten Neutronen in magnetischen Fallen. Außerdem suchte er nach Anzeichen für T-Verletzung und damit Physik jenseits des Standardmodells in Neutron-Kern-Reaktionen.
2000 war er auch Vizepräsident für Finanzen der East Tennessee State University.
2002 erhielt er den Tom-W.-Bonner-Preis für Kernphysik. Er ist Fellow der American Physical Society.